# Alter Jüdischer Friedhof Velbert-Langenberg

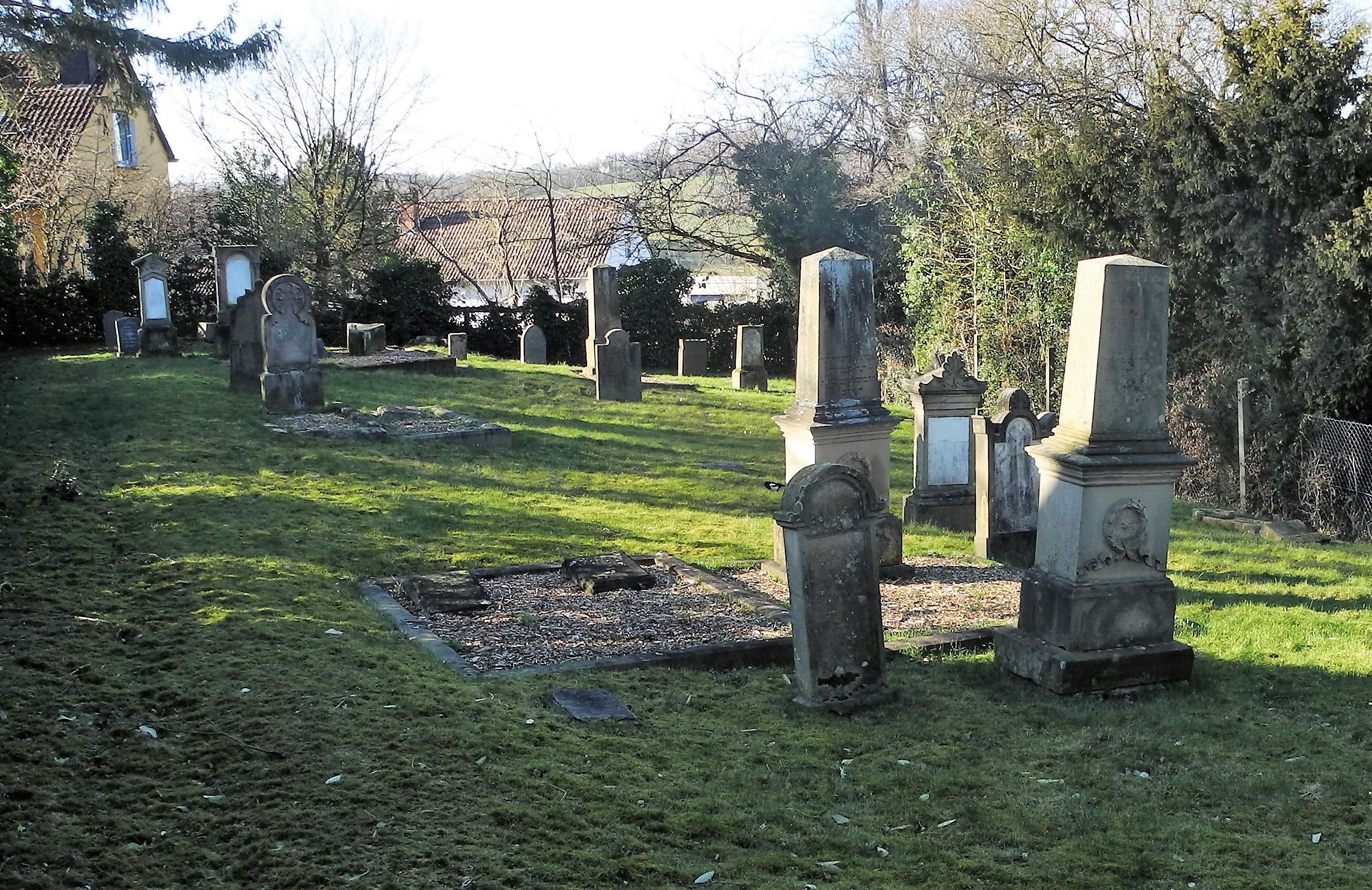
Jüdischer Friedhof Langenberg

Der Jüdische Friedhof Langenberg ist ein jüdischer Friedhof im Stadtteil Langenberg in der Stadt Velbert im Kreis Mettmann (Nordrhein-Westfalen). Er liegt auf dem Eickeshagen.

## Geschichte
Juden waren in Langenberg bereits im 17. Jahrhundert ansässig, 1885 zählte die Gemeinde 70 Angehörige, 1910 noch 33 und 1932 nur noch 12 Mitglieder. Die zur Synagogengemeinde Elberfeld gehörende Gemeinde wurde 1932 an Wuppertal-Elberfeld angeschlossen. Ab 1802 gab es eine eigene Synagoge, 1905 konnte diese nur noch an den Hohen Feiertagen genutzt werden, so dass die Langenberger Juden daraufhin die Hattinger Synagoge nutzten. Das Gebäude in Langenberg wurde 1927 verkauft und in den 1970er Jahren abgerissen. 
Der noch erhaltene Friedhof auf dem Eickeshagen wurde um 1800 erworben und von 1834 bis 1931 belegt, hier sind 31 Grabsteine erhalten.